# Огарёв, Виктор Владимирович
Виктор Владимирович Огарёв (9 октября 1950, село Даниловка, Пензенская область — 5 сентября 2010, Пенза) — российский государственный деятель, администратор в сфере культуры, деятель культуры, композитор, гитарист, вокалист.
Художественный руководитель Пензенского областного драматического театра им. А. В. Луначарского в 1991—2001 гг. и в июне—сентябре 2010 года. Министр культуры, Министр культуры и архива Пензенской области в 2001—2010 гг.
Заслуженный деятель искусств Российской Федерации (1999).

## Биография
Виктор Огарёв родился 9 октября 1950 года в селе Даниловка (ныне — Лопатинского района) Пензенской области в семье служащих. Его отец — Владимир Фёдорович Огарёв — занимал должность секретаря Пензенского обкома КПСС, курировал вопросы сельского хозяйства.
Виктор Огарёв начал работать преподавателем хорового класса Терновской музыкальной школы в г. Пензе (с сентября 1968 года по август 1969 года). Окончил Тамбовский филиал Московского государственного института культуры (1973); отделение хорового дирижирования. Специальность — клубный работник, руководитель самодеятельного хорового коллектива.
Одновременно с января 1971 года по ноябрь 1973 года работал музыкантом в Тамбовской областной филармонии. С декабря 1973 по декабрь 1974 гг. — гитарист—вокалист Калмыцкой государственной филармонии.
С 1974 года вновь жил и работал в Пензе.
В 1974—1975 гг. — преподаватель вокала Пензенской областной филармонии.
В 1975—1983 гг. — художественный руководитель Пензенской областной филармонии.
Затем на протяжении 18 лет (с марта 1983 года) работа Огарёва была связана с Пензенским областным драматическим театром им. А. В. Луначарского. В 1983—1991 гг. он был директором театра, а затем до 2001 года занимал пост его художественного руководителя. Театр из Пензы под его руководством неоднократно гастролировал в Москве.
С декабря 2001 по июль 2009 гг. — министр культуры Пензенской области. В 2009 году, после реорганизации министерства, стал министром культуры и архива Пензенской области. Занимал эту должность с июля 2009 по июнь 2010 года.
Автор музыки к Гимну Пензенской области.
В июне 2010 года оставил пост министра культуры и архива Пензенской области и ушёл с региональной государственной службы в связи с ухудшением здоровья.
С 9 июня по 5 сентября 2010 года вновь занимал должность художественного руководителя Пензенского областного драматического театра им. А. В. Луначарского.

Памятник на могиле Виктора Огарёва на Новозападном кладбище г. Пензы

Скончался 5 сентября 2010 года около 20.00 в Пензенской областной клинической больнице имени Н. Н. Бурденко в результате болезни, связанной с органами дыхания. Умер на 60-м году жизни (до юбилея ему оставалось чуть больше месяца).
Прощание с Виктором Огарёвым прошло 7 сентября 2010 года в Пензенском областном драматическом театре им. А. В. Луначарского.
Похоронен на Новозападном кладбище г. Пензы.

### Общественная деятельность
Избирался депутатом Ленинского районного Совета народных депутатов (1983—1988), Пензенского городского Совета народных депутатов (1988—1992).
Был председателем правления представительства Российского книжного союза в Пензенской области («РКС-Пенза») с 13 мая 2008 года.
Член Союза композиторов России (1999).

## Награды
- Почётное звание «Заслуженный деятель искусств Российской Федерации».
- Памятный знак «За заслуги в развитии города Пензы» (2010)[1].
- Благодарность Министра культуры и массовых коммуникаций Российской Федерации (23 марта 2006 года) — за многолетний добросовестный труд и значительный вклад в развитие культуры[2].